# 에크뮐 전투
에크뮐 전투(혹은 에그뮐(Eggmühl)로도 알려져 있다.)는 1809년 4월 21일에서 22일 사이에 벌어진 전투로 제5차 대프랑스 동맹 전쟁(War of the Fifth Coalition)으로도 알려진 1809년 전역(Campaign)의 전환점이 된 사건이다. 나폴레옹 1세(Napoleon I)는 1809년 4월 10일 테셴 공작 카를 대공(Archduke Charles of Austria)이 지휘하는 오스트리아군이 프랑스에 대해 적대행위를 하는 데 불쾌함을 느꼈다. 또 나폴레옹 1세는 프랑스의 황제로서 허세를 부리느라 행동이 늦어져 전략적 주도권을 상대에게 넘겨주었다. 그럼에도 불구하고 다부 원수(Marshal Davout)가 지휘하는 3군단과 르페브르 원수( Marshal Lefebvre)가 지휘하는 바바리아 7군단이 치열한 방어전을 전개하여 나폴레옹은 오스트리아군의 주력군을 격파하고 이후 전개된 전역의 주도권을 장악할 수 있었다.

## 전략적 상황
라티스본(Ratisbon)에서 파펜호펜(Pfaffenhofen)에 이르는 지역은 바위투성이에다가 초목이 울창한 지역이 펼쳐져 있었기 때문에 작전을 수행하는데 있어서 프랑스군이나 오스트리아군 양측 모두 상대의 전력, 배치, 목표 등에 대하여 충분한 정보를 얻을 수 없었다. 나폴레옹 1세는 오스트리아군이 빈으로 가는 주요 길목이자 오스트리아군의 교두보가 있는 란트슈트(Landshut)에 있는 거점을 중심으로 병력을 배치했을 것이라 추측하고 4월 20일 휘하의 주력군을 이끌고 서남쪽을 공격하기 위해 움직이기 시작하였다. 이로 인해 벌어진 아벤스베르크 전투(Battle of Abensberg)의 결과는 깔끔한 프랑스군의 승리였다. 이에 나폴레옹은 다부의 3군단과 르페브르의 7군단을 제외한 전군에 오스트리아군의 잔당을 추격하여 격멸할 것을 명령했다.
그러나 프랑스군은 제5 오스트리아 군단(V A.K) 제6 오스트리아 군단(VI A.K) 그리고 제2 오스트리아 예비 군단(II Reserve A.K.)등 퇴각하는 오스트리아군 좌익부대에서 떨어져 나간 분견대를 공격하였을 뿐이었다. 카를 대공 휘하의 3 오스트리아 군단(III A.K.)과 4 오스트리아 군단(IV A.K.)은 북쪽으로 물러나 아바흐(Abbach)에서 9마일 정도 떨어진 그뢰
스 라베르(Gröss Laber)에 위치한 다뉴브 강 유역의 에크뮐에서 전열을 갖추고 있었다. 무엇보다 중요한 것은 오스트리아군이 나폴레옹 모르게 1809년 4월 20일 전략적 요충지이며 도나우강을 건너는 다리가 있는 라티스본의 프랑스 수비병들을 격파하고 이 지역에 위치한 다리를 장악한 것이었다. 라티스본의 다리를 장악함으로써 카를은 이제까지 분산되어 있던 벨레가르데(der Cavallerie Bellegarde) 장군이 지휘하는 제1 오스트리아 군단(I A.K.)과 콜로브라트(Kollowrat)가 지휘하는 제2 오스트리아군단(II A.K)으로 구성되어 있던 우익과 재합류할 수 있었고, 이로 인해 오스트리아군은 도나우 강에 집결할 수 있었다.

## 전투 전의 계획

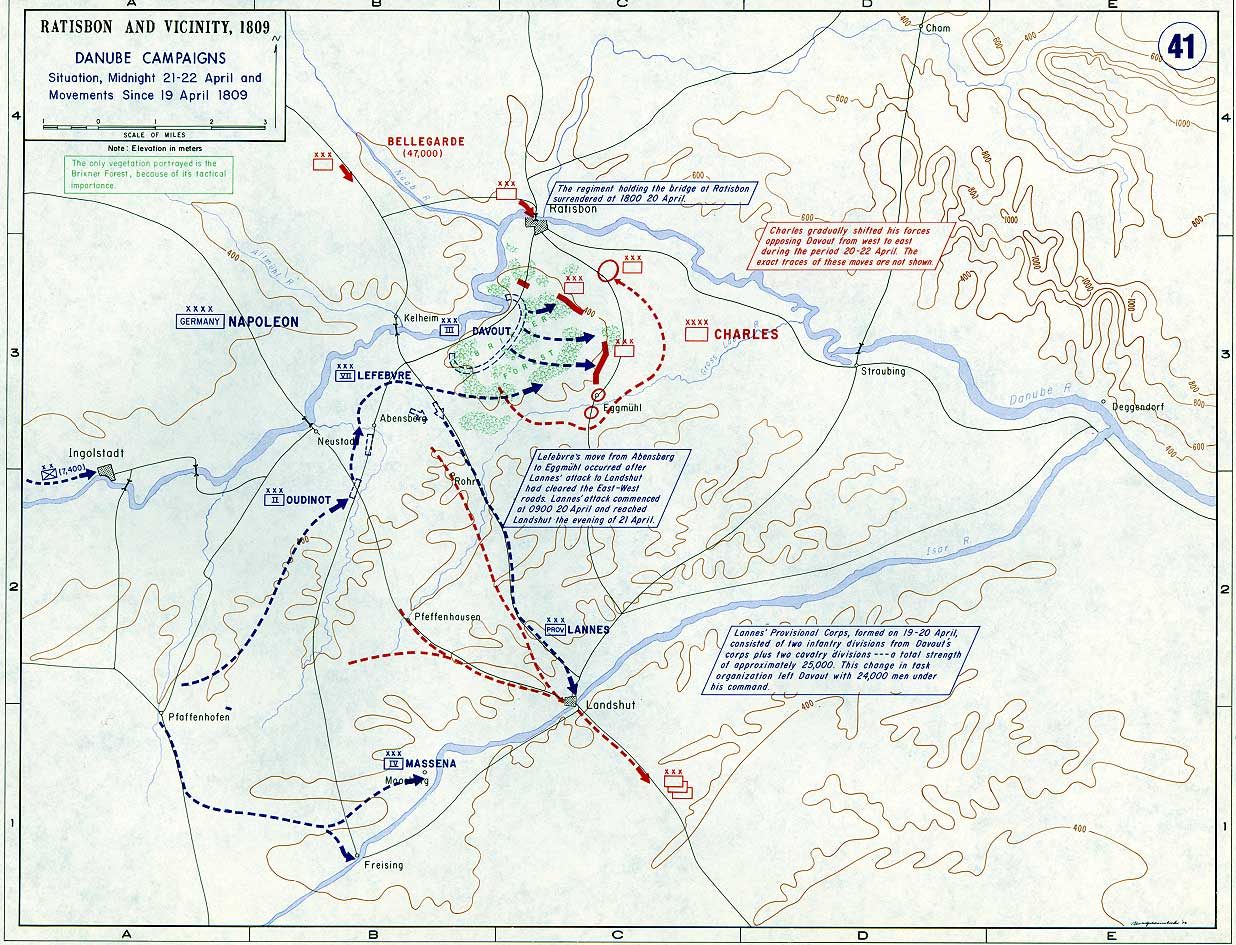
1809년 4월 21일-22일 군사 배치도

라티스본에 있는 다리를 장악함과 동시에 카를 대공은 더 이상 란트슈트의 교두보를 지킬 필요가 없었다. 카를 대공은 란트슈트의 교두보를 지키는 대신에 병력을 집결하여 다부의 군단을 포위, 격멸하려 하였다. 호엔촐레른(Hohenzollern) 휘하의 제3 오스트리아 군단(약 15,700명)과 로젠베르크(Rosenberg) 휘하의 제4 오스트리아 군단(약 21,460명)에게는 오스트리아군의 좌익을 맡아 다부 원수의 군단을 묶어놓으라는 명령이 떨어졌다. 또 카를 대공은 콜로브라트 휘하의 제 2 오스트리아 군단(약 28,168명)과 정예 척탄병, 중기병 부대, 그리고 리히텐슈타인(Liechtenstein) 휘하의 1 오스트리아 예비 군단으로 하여금 라티스본에서 남쪽으로 진군하여 다부 원수가 지휘하는 프랑스군의 노출된 좌익을 공격할 수 있게 병력을 배치하도록 하였다. 이해할 수 없는 일이지만 벨레가르데(Bellegarde)에게는 명령이 떨어지지 않았기 때문에, 벨레가르데 휘하의 강력한 제1 오스트리아 군단(약 27,653명)은 도나우 강의 북쪽 강변에 남아있었고, 이윽고 개시된 전투에서 아무런 역할도 하지 않았다.
한편 나폴레옹은 란트슈트 너머 남서쪽으로 달아난 오스트리아군을 포위 격멸하는 데 열중하였고, 란트슈트에 있는 다리를 통해 이사르(Isar)강을 건넜다. 2군단과 4군단(약 57,000명으로 총 지휘는 마세나 원수(Marshal Masséna)가 맡았다.)은 란트슈트에서 직접 이사르 강의 상류를 건너 남쪽 강둑으로 향해 오스트리아군의 진로를 막았다. 그러는 동안 란 원수(Marshal Lannes)가 총지휘를 맡은 임시 군단과 7군단(뷔르템베르크(Wuttenberg) 군단과 7군단의 분견대, 두개의 중기병 부대(이들의 총병력은 약 51,000명)는 패주하는 오스트리아군을 근접 추격하여 이들을 격파하였다. 나폴레옹은 이 일을 마무리 짓기 위해 필요한 "세 개의 연대를 투입하여 적을 포위하는 휘장"을 치는데, 다부 원수에게 남아있는 병력을 이용하려 하였다. 이 당시 다부 원수 휘하의 3군단의 절반 이상이 란 휘하로 파견되어 있었다.
다부는 나폴레옹의 계획에 반대하였지만, 나폴레옹은 다부에게 아침에 정면에 있는 오스트리아군을 공격하라고 명령했다. 단 똑같이 절반 이상의 병력을 차출한 르페브르 원수 휘하의 병력이 필요하다면 다부를 지원할 것이라 단서를 달았다.(다부와 르페브르의 병력을 합치면 약 36,000명 정도이다.).

## 4월 22일
오스트리아군의 선봉을 맡은 부대는 몽브룬(Montbrun)의 정예 기병대와 맞아 싸우며 돌격하였다. 이들은 오스트리아군의 돌격을 약화시키기 위해 언덕과 숲 지대를 이용하였다. 한편 오스트리아군의 로젠베르크 장군은 다부의 병력이 움직이지 않자, 전투가 장기화 되고 프랑스군의 지원 병력이 도착할까 걱정하기 시작했다. 사실 이들 프랑스의 지원부대는 전장에 도착하여 로젠베르크 부대의 측면 수비병을 격파하였다. 나폴레옹은 22일 오후 2시 휘하의 프랑스 군에게 이동명령을 내렸고, 다부를 구원하기 위해 한 시간도 채 걸리지 않아서 18마일을 진군하였고, 약속한 것보다 더 빨리 전장에 도착할 수 있었다.
프랑스군 돌격의 선봉을 맡은 것은 방담(Vandamme) 장군 휘하의 독일군이었다. 이들은 에크뮐에 있는 다리를 급습하였고 오스트리아군과 치열한 격전을 벌인 끝에 에크뮐의 요새를 장악하였다. 이때 다부는 운터라이클링(Unterlaichling) 마을과 북쪽의 숲에 배치되어 있던 오스트리아군 중앙을 향하여 공격을 개시하였다. 저 유명한 제 10 르게르 연대(10th Legere Regiment)는 숲에서 지독한 전투에 휘말려 들었으나, 이윽고 드 로이(Deroy) 휘하의 바바리아 부대의 지원을 받아 거점을 장악할 수 있었다. 운터라이클링의 북쪽에서 루이 프리안(Louis Friant)과 상 일레르(St. Hilaire)가 지휘하는 다부의 군대는 서서히 오버라이클링(Oberlaichling)의 수비병들을 몰아내고 숲을 포위한 후 헝가리 출신 척탄병들이 지키던 보루를 장악하는 데 성공하였다. 이에 카를은 총퇴각 명령을 내렸다.
오스트리아군의 기병대가 아군이 많은 포로를 내지 않고, 도망갈 수 있도록 엄호하기 위해 움직이자 격렬한 기병전투가 벌어졌다. 합스부르크의 기병대 중 가장 강력한 부대들이라고 여겨지는 빈센트 셰바울레거(Vincent Chevaulegers)와 스팁식 후사르(Stipsic Hussars)는 에크뮐과 운터라이클링 위의 숲 사이에 위치한 베텔베르크(Bettelberg)의 융기한 지대를 장악하였다. 이들은 프랑스군에 속한 바바리아의 보병부대가 이들을 저지하기도 전에 역시 프랑스군에 소속된 독일 경기병대를 완파시켰다. 나폴레옹은 이들 합스부르크 기병대가 장악한 지역을 점령하기 위해 상 쉴피스(St. Sulpice)와 낭수티(Nansouty)가 각각 지휘하는 2개의 기병대에 공격명령을 내렸다. 이들 프랑스 기병대는 오스트리아 포병대의 공격을 받았으나 그럼에도 불구하고 진격을 계속하여 오스트리아 기병대를 쫓아내고 포병대에 공격을 가하였다.
오스트리아군의 퇴각작전의 제 1국면이 이렇게 종결되었다. 그러나 아직 끝난 것은 아니었다. 오스트리아군은 도로의 주요 관문을 장악하고 프랑스군의 공격을 저지하려 하였다. 세 개의 프랑스 중기병 부대가 독일 경기병대의 지원을 받아 이들을 공격하였고 곧 치열한 육박전이 벌어졌다. 오스트리아군은 영웅적으로 전투를 벌였으나, 지나치게 수적으로 불리했고, 결국 퇴각할 수밖에 없었다. 오스트리아군과 프랑스 기병대가 전투를 벌이는 와중에 수적으로 우세한 프랑스 기병대는 오스트리아군의 측면을 공격했고, 오스트리아 기병대는 라티스본을 향해 북쪽으로 재빨리 도주할 수밖에 없었다.

## 영향
프랑스군은 전투에서 승리를 거두었으나, 결정적인 승리라고 할 수는 없었다. 나폴레옹은 도나우 강과 다부 원수 휘하의 병력 사이에 포위된 오스트리아군을 궤멸시키려 하였다. 그러나 그가 모르는 사이에 라티스본이 함락되어 있었고, 오스트리아군은 이를 통해 도망치는 데 성공하였다.
그럼에도 불구하고, 프랑스군은 겨우 6,000명의 피해를 입고 12,000명의 피해를 적에게 입힐 수 있었다. 나폴레옹은 전 병력을 중심을 따라 전환시켜(남북의 축에서 동서의 축으로) 전장에 빨리 도착할 수 있었고 이를 통해 프랑스군은 오스트리아군을 격파할 수 있었다. 이윽고 벌어진 전투에서 프랑스군은 라티스본을 탈환할 수 있었다. 이에 오스트리아군은 남부 독일에서 축출되었으며 빈이 함락되었다.

## 참고 문헌
- Bowden, Scott and Tarbox, Charles (1989). 《Armies On The Danube 1809》. The Emperor's Press. ISBN 0-913037-08-7.
- Chandler, David G. (1966). 《The Campaigns of Napoleon》. Macmillan. ISBN 0-02-523660-1.
- Chandler, David G., Ed. (1987). 《Napoleon's Marshals》. Macmillan. ISBN 0-02-905930-5.
- Epstein, Robert M. (1994). 《Napoleon's Last Victory and the Emergence of Modern War》. University Press of Kansas. ISBN 0-7006-0664-5.
- Gallaher, John G. (2000). 《The Iron Marshall》. Greenhill Books. ISBN 1-85367-396-X.
- Rothenberg, Gunther E. (1995). 《Napoleon's Great Adversary: Archduke Charles and the Austrian Army 1792-1814》. Sarpedon. ISBN 1-885119-21-6.
- Rothenberg, Gunther E. (2004). 《The Emperor's Last Victory》. Weidenfeld & Nicolson. ISBN 0-297-84672-8.